# Herbert Marcuse
Herbert Marcuse (IPA: [ˈhɛɐbɛɐt maɐ̯ˈkuːzə]) (Berlino, 19 luglio 1898 – Starnberg, 29 luglio 1979) è stato un filosofo, sociologo, politologo ed accademico tedesco naturalizzato statunitense.
I suoi studi e le sue ricerche presero le mosse da una revisione delle categorie storiografiche hegeliane, per svilupparne i presupposti etici e politici. E assumendo dalla dialettica hegeliana la categoria della negazione, nonché combinando il concetto marxista di alienazione con quello freudiano di repressione, formulò critiche alla società neocapitalistica, così statunitense quanto sovietica, ritenute totalitarie quanto e più delle società più totalitarie del passato, in quanto lo sviluppo di una società consumistica (come modello principale di società neocapitalistica) comporta anche lo sviluppo dell'alienazione sociale e individuale.

## Biografia
Marcuse nacque a Berlino il 19 luglio del 1898 da una famiglia ebraica originaria della Pomerania (al tempo parte integrante dell'allora Germania imperiale), figlio di Carl Marcuse, un fabbricante di tessuti, e di Gertrud Kreslawsky. Nel 1916, dopo la maturità abbreviata (per via della guerra), fu chiamato alle armi nella Reichswehr per la prima guerra mondiale. Nel 1917 diventa membro della SPD, nel 1918 è eletto nel consiglio di soldati di Berlino-Reinickendorf. Nel 1918 Marcuse inizia gli studi di germanistica e storia della letteratura tedesca contemporanea come materie principali, tenendo filosofia ed economia come secondarie, inizialmente per quattro semestri all'Università di Berlino, poi quattro semestri a Friburgo, dove inizia a seguire parecchi seminari di Martin Heidegger, il cui pensiero svolgerà un ruolo fondamentale nella stesura delle opere principali di Marcuse. Si laurea nel 1921. Avendo assistito alla tragica conclusione della sollevazione spartachista, che fu soppressa dalle forze della Repubblica di Weimar, dopo l'assassinio di Karl Liebknecht e Rosa Luxemburg, Marcuse abbandona la SPD nel 1919. Nel 1922 consegue il dottorato a Friburgo con una tesi sul romanzo d'artista tedesco (deutscher Künstlerroman).
Nel 1929 inizia a lavorare alla sua abilitazione sotto Heidegger a Friburgo, che completerà nel 1932 con una dissertazione dal titolo  L'ontologia di Hegel e la fondazione di una teoria della storicità, che costituì il suo primo importante contributo teorico. Approfondisce quindi il pensiero di Edmund Husserl, ed alla fine del 1932 approda all'Istituto per la Ricerca Sociale (Institut für Sozialforschung) di Francoforte.

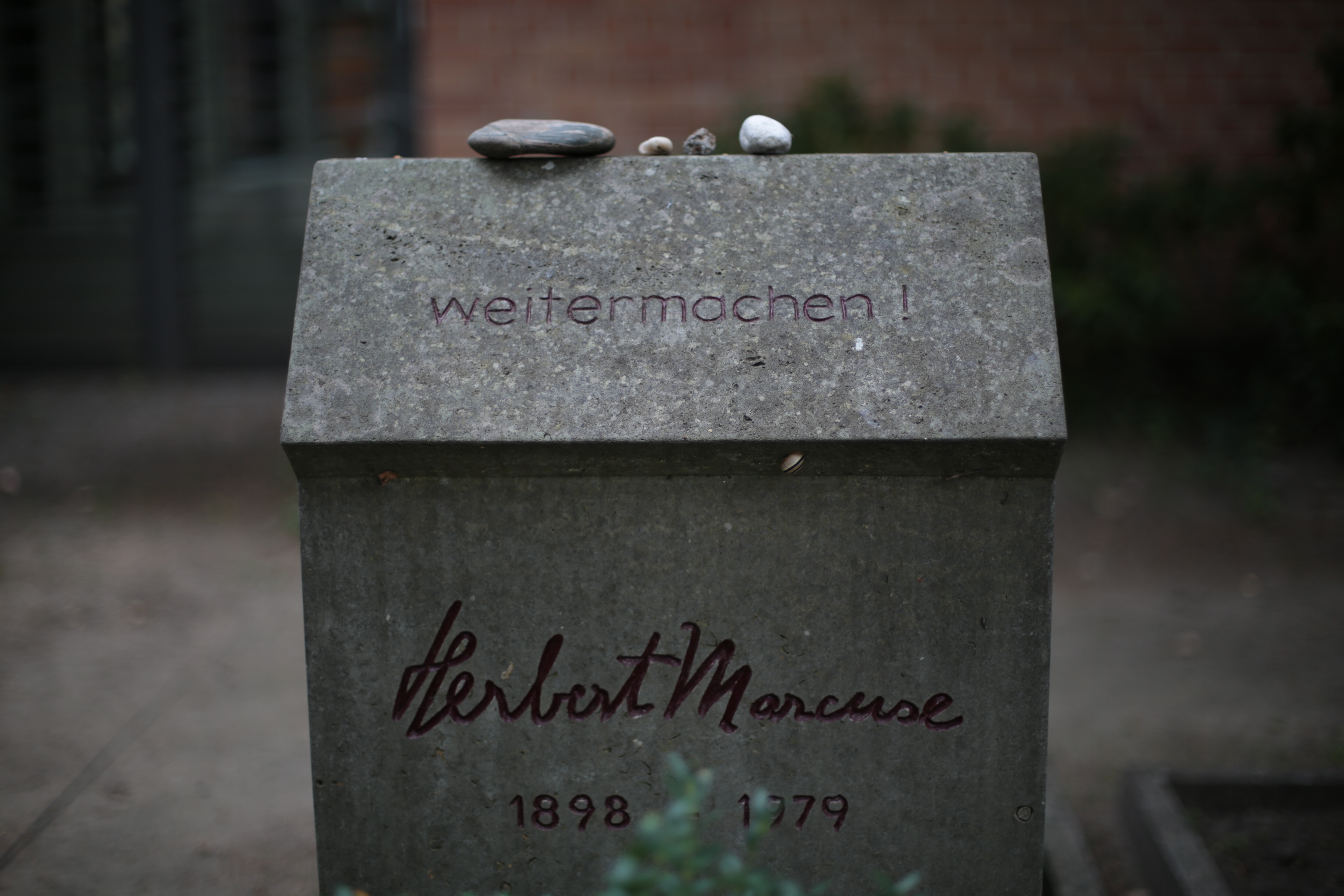
La tomba di Herbert Marcuse al Cimitero di Dorotheenstadt

Ancora prima della presa di potere di Adolf Hitler, Marcuse fugge nel 1933 prima a Zurigo, poi a Ginevra, dove si trova una sede distaccata dell'Istituto per la Ricerca Sociale, prima di emigrare definitivamente negli Stati Uniti d'America nel 1934, dove otterrà, nel 1940, la naturalizzazione . Marcuse è stato dapprima uno dei maggiori esponenti   della cosiddetta "Frankfurter Schule" (scuola di Francoforte), costituita assieme a Max Horkheimer e Theodor Adorno nel 1922 a Francoforte, internamente all'"Istituto per la Ricerca Sociale". In seguito  l'organizzazione dovette trasferirsi a New York, dove Marcuse venne nuovamente assunto. La situazione economica precaria dell'Istituto lo spinse ad accettare una nuova occupazione nel 1942, a Washington, presso l'Office of Strategic Services (OSS, precursore della CIA) come consulente per la Germania, e le informazioni che giungevano da essa; posizione che mantenne fino al 1951. Negli anni 1951-54 lavora ai Russian Institutes della Columbia University di New York, e all'Università di Harvard, occupandosi di marxismo sovietico. Nel 1954 ottiene la sua prima posizione accademica ufficiale, come professore di filosofia e scienze politiche alla Brandeis University. Nel 1965 diventa professore di politologia all'Università della California a San Diego, dove rimarrà fino alla morte.
Negli Stati Uniti d'America, apparvero le sue due opere principali, Eros e civiltà (Triebstruktur und Gesellschaft) nel 1955, e L'uomo a una dimensione (Der eindimensionale Mensch) nel 1964. Entrambe sono annoverate tra le opere più importanti della teoria critica (Kritische Theorie), e costituiranno la base ideologica del movimento studentesco statunitense degli anni sessanta, le cui rivendicazioni si propagheranno, a ridosso del 1968, al resto del mondo occidentale.
Negli anni 1968-69 torna per alcuni mesi in Europa, per tenere lezioni, seminari ed incontri con studenti, a Berlino, Parigi, Londra e Roma.  Le sue critiche al capitalismo (specialmente nella interpretazione di Marx e Freud che dà in Eros e civiltà, del 1955) entrarono in risonanza con i giovani dei Paesi avanzati e il loro bisogno di un cambiamento epocale.  
Morì nel 1979 per le conseguenze di un'emorragia cerebrale che l'aveva colpito durante una visita  a Starnberg in Germania; fu accudito nei suoi ultimi giorni da Jürgen Habermas, importante esponente della seconda generazione della scuola di Francoforte.

## Vita privata
Si sposò tre volte. Dalla prima moglie, la matematica Sophie Wertheim (1901–1951), ebbe un figlio, l'avvocato e docente universitario Peter Marcuse. La sua seconda moglie fu Inge Werner, la vedova di Franz Neumann. Entrambi questi matrimoni si conclusero con la vedovanza. Marcuse sposò quindi Erica Sherover (1938–1988). 

## Eros e civiltà
Uno dei testi più rilevanti di Herbert Marcuse è Eros e civiltà. Contributo a Freud, del 1955, opera rivoluzionaria, nella quale il pensatore tedesco, riconsiderando le idee freudiane e quelle marxiste alla luce della nuova cultura statunitense, delinea un progetto di società contemporanea  "liberata", e non repressiva. Il sottotitolo dell'opera, «Contributo a Freud», ci indica la strada che Marcuse intende seguire: rileggere criticamente gli scritti di Freud sulla cultura, in particolare "Il disagio della civiltà" (1930), ripensandoli al di là delle interpretazioni neofreudiane culturaliste (fra cui, quelle di Erich Fromm), da lui considerate sclerotiche e deformate. 

### La critica al socialismo reale e alla civiltà industriale
Nell'opera Il marxismo sovietico, Marcuse osserva come anche in Unione Sovietica il mutamento dei rapporti di produzione sia stato seguito da una perdita di coscienza rivoluzionaria, finendo per diventare un'altra espressione, accanto al capitalismo, di quella società industriale inevitabilmente portatrice di una morale repressiva.
Su questo punto egli condivide almeno in parte il pessimismo di Adorno e Horkheimer (due filosofi appartenenti alla "scuola di Francoforte"), riguardo al rapporto tra progresso tecnologico ed emancipazione umana.
Marcuse si pone una domanda circa la posizione di Freud: il processo secondo cui la civiltà moderna ha dirottato gli impulsi sessuali in impulsi di altro tipo, come ad esempio il lavoro, l'arte, le istituzioni, è un fatto intrinseco alla natura di ogni società, o si tratta di un fenomeno transitorio.
La risposta che Marcuse dà a questa domanda è in aperto contrasto con la tesi di Freud: la scarsità di beni per cui sono necessari meccanismi quali la divisione del lavoro e il differimento del soddisfacimento dei bisogni, è frutto di una organizzazione irrazionale della società, nella quale i beni sono distribuiti in modo iniquo. Freud ha scambiato per caratteristica generale dell'evoluzione sociale, un assetto transitorio, che configura invece un 'dominio', attuato attraverso forme di violenza in un primo momento e, successivamente, con la sottomissione completa della società.
In relazione a quanto detto, Marcuse critica anche le teorie dei neofreudiani e di Erich Fromm, i quali curano le nevrosi considerandole come forme di adattamento all'assetto sociale esistente. Il filosofo tedesco considera "revisionista" questa visione, poiché si accetta supinamente il dato di fatto, e non si coglie il potenziale eversivo della liberazione dell'eros e degli istinti repressi.

### Il principio di prestazione
La repressione è per Marcuse connessa alla sostituzione del "principio del piacere" col "principio di realtà"; sottolinea la presenza di un altro livello attraverso il quale la società opprime l'essere umano, il cosiddetto 
"principio di prestazione" (performance principle); per prestazione si intende ciò che "si deve fare" a causa del proprio ruolo nella società; la repressione attuata attraverso questo principio è strettamente legata alla stratificazione sociale e alla divisione del lavoro. La prestazione è ciò che l'individuo deve fornire alla società, ed è ciò che la società si aspetta dall'individuo. Questa ulteriore repressione non avviene solo attraverso la funzione che la persona svolge, ma è veicolata anche dalla famiglia patriarcale, e dalla direzione univoca imposta alla sessualità, ovvero la genitalità.

### La società totalitaria e le sue potenzialità non repressive
Apparentemente l'apparato produttivo ha raggiunto dimensioni tali che i desideri umani possano subire un mutamento qualitativo (in senso onnilaterale come direbbe Marx), ma la società crea bisogni artificiali impedendo la liberazione degli individui attraverso il soddisfacimento delle pulsioni vitali. Ed è proprio per questo, secondo Marcuse, che le società che si definiscono democratiche finiscono per essere intrinsecamente totalitarie, cioè rendono impossibile qualsiasi forma di opposizione.
Ma questi agglomerati così oppressivi per l'uomo contengono al loro interno grandi potenzialità non repressive e, sulla scorta delle suggestioni di Charles Fourier (socialista utopista) e di Schiller, il filosofo tedesco attribuisce una fondamentale importanza all'immaginazione ("immaginazione al potere" sarà uno dei motti preferiti del '68; vedi più avanti) e all'utopia, per far sì che un giorno l'eros sia liberato e che le energie possano confluire liberamente in tutti gli aspetti della vita umana, non solo nel lavoro, che a quel punto diventerebbe una piacevole attività ludica.
Queste considerazioni si basano, oltre che sulle influenze del già citato "socialismo utopistico", anche sulle considerazioni di Marx, secondo il quale lo sviluppo industriale fornirà all'uomo beni tali da creare un mondo libero dall'alienazione, nel quale ogni individuo potrà sviluppare autonomamente la propria individualità.

## L'uomo a una dimensione
Così Herbert Marcuse inizia la sua opera forse più importante, L'uomo a una dimensione, del 1964. È questo un Marcuse più pessimista rispetto ad Eros e civiltà, meno disponibile ad arrendersi a un ordine sociale che appare totalitario, che permea di sé ogni aspetto della vita dell'individuo e, soprattutto, che ha inglobato anche forze tradizionalmente "anti-sistema" come la classe operaia. In questo modello la vita dell'individuo si riduce al bisogno atavico di produrre e consumare, senza possibilità di resistenza. Marcuse denuncia il carattere fondamentalmente repressivo della società industriale avanzata che appiattisce in realtà l'uomo alla dimensione di consumatore, euforico e ottuso, la cui libertà è solo la possibilità di scegliere tra molti prodotti diversi.

### Tolleranza repressiva
Nelle moderne democrazie occidentali quei valori che un tempo erano propri di una parte della società (la classe borghese), si sono diffusi a tutti gli altri soggetti sociali, che si appiattiscono sull'ordine esistente: è in questo quadro che Marcuse elabora il concetto di tolleranza repressiva, ovvero il momento nel quale la libertà va a coincidere col permissivismo.
Nelle democrazie occidentali, a livello teorico, si parte dall'assunto che nessuno possiede la verità assoluta, allora la scelta viene affidata alla collettività, che può scegliere liberamente tra diverse interpretazioni politico-etico-culturali della realtà; è proprio a questo punto del processo "democratico" che si innesca il meccanismo repressivo: l'amministrazione totale dell'esistenza da parte della società impedisce, di fatto, una scelta che sia veramente libera, favorendo un diffuso conformismo che è l'esatto opposto del relativismo democratico e della libertà e autonomia individuale. In altre parole all'uomo viene data la possibilità di scegliere, ma non vengono forniti gli strumenti per farlo in modo veramente indipendente.
Anche il pensiero filosofico è asservito al senso comune, diventando unidimensionale. Marcuse critica alcune delle più importanti correnti del pensiero novecentesco, sulla base dell'incapacità da parte di queste dottrine di opporre un radicale rifiuto al sistema esistente: il neopositivismo giudica l'attendibilità di una proposizione in base alla constatazione empirica, la filosofia analitica rispetto alla conformità col linguaggio comune. La ragione e il linguaggio non sono più strumenti in grado di assolvere al compito principale della filosofia, cioè trascendere la realtà esistente, restando fedeli al contenuto universale dei concetti.

### Democratica non-libertà
La società tecnologica avanzata riduce tutto a sé, ogni dimensione "altra" è asservita al potere capitalistico e ai consumi, conquistata dal dominio "democratico" della civiltà industriale; una società che condiziona i veri bisogni umani, sostituendoli con altri artificiali. È in questo senso che Marcuse formula la condanna della tecnologia, che conterrebbe già insita nella sua natura un'ideologia di dominio.

### Possibilità di cambiamento
Questa "democratica non-libertà" permea tutto di sé, niente le sfugge, neanche gli strati tradizionalmente anti-sistema come la classe operaia, che si è pienamente integrata nel sistema stesso. Ma esistono ancora dimensioni al di fuori di esso, "al di sotto della base popolare conservatrice"? Marcuse risponde affermativamente: vanno ricercate negli emarginati, nei reietti, nei perseguitati, nei disoccupati, in coloro cioè, che non sono ancora stati fagocitati dalla società repressiva.
Il filosofo tedesco, non a caso, chiude la sua opera con una citazione da Walter Benjamin: 

## L'immaginazione al potere
Un'altra considerazione fatta da Marcuse, quella che più lo ha reso celebre presso gli studenti del Sessantotto, è la grande importanza da lui attribuita all'immaginazione. Come si è già detto, la ragione e il linguaggio non sono più in grado di trascendere la realtà e di opporre un "grande rifiuto" (Great Refusal) al modello vigente, per questo la filosofia deve appellarsi all'immaginazione, unico strumento capace di comprendere le cose alla luce della loro potenzialità.
"Immaginazione al potere" diventerà una delle parole d'ordine degli studenti del Sessantotto, ai quali Marcuse guarda come veicolo attraverso il quale si può realizzare la liberazione, insieme ai guerriglieri del terzo mondo, alle minoranze emarginate, a tutte le istanze critiche verso il sistema, a tutti i soggetti non integrati in esso, giustificandone anche la violenza perché mossa da una vera e sana intolleranza. Nonostante questo egli si rende conto di come queste categorie siano profondamente impotenti di fronte alla civiltà tecnologica se non si alleano con gli strati dell'opposizione interna ad essa (per esempio i sindacati).

## L'eredità e il Sessantotto
Herbert Marcuse è stato uno dei pensatori più influenti del Novecento, soprattutto è nota la passione che per lui avevano gli studenti in rivolta nei tardi anni sessanta. Il suo pensiero, intrinsecamente anti-autoritario, rispecchiava la volontà di cambiamento radicale che animava la protesta dei giovani in tutto il mondo occidentale; il suo rifiuto di ogni forma di repressione, il suo secco no alla civiltà tecnologica (in entrambe le declinazioni liberal-capitalistica e comunista-sovietica), lo resero il filosofo del "grande rifiuto" verso ogni forma di repressione. Egli può essere infatti definito solo in modo generico un pensatore marxista, poiché, di fronte al fallimento, durante il XX secolo, delle previsioni di Marx, col dileguarsi dello scontro di classe in Occidente, intuì che la lotta non era finita, ma si era solamente spostata nel terzo mondo, oppresso dall'imperialismo occidentale, sul quale anche le classi emarginate del "primo mondo" esercitavano una oppressione, pur accontentandosi delle briciole del banchetto capitalista.
Per i sessantottini fu anche molto importante il concetto di "liberazione dell'eros", inteso non solo come liberazione sessuale, ma come liberazione delle energie creative dell'uomo dal condizionamento della società repressiva, per la creazione di una società più aperta, fatta di uomini liberi e solidali tra loro. Eros inteso anche come "bello", in opposizione al concetto di dominio della società tecnologica; egli utilizzò l'espressione "società come opera d'arte", ovvero una società più autentica, veramente libera, dominata dalla fantasia e dall'arte come dimensione fondamentale di ogni forma di convivenza.

## Opere
- Il romanzo dell'artista nella letteratura tedesca, Torino, Einaudi, 1985. (1922)
- Marxismo e rivoluzione. Studi 1929-1932, Torino, Einaudi, 1975. (1929-1932)
- L'ontologia di Hegel e la fondazione di una teoria della storicità, Firenze, La nuova Italia, 1969. (1932)
- L'autorità e la famiglia, Torino, Einaudi, 1970. (1936)
- Fenomenologia ontologico-esistenziale e dialettica materialistica. Tre studi. 1928-1936, Milano, Unicopli, 1980. (1928-1936)
- Ragione e rivoluzione. Hegel e il sorgere della "teoria sociale", Bologna, Il Mulino, 1965. (1941)
- Davanti al nazismo. Scritti di teoria critica 1940-1948, Roma, Laterza, 2001. (1940-1948)
- Eros e civiltà. Contributo a Freud, Torino, Einaudi, 1964. (1955)
- Psicanalisi e politica, Bari, Laterza, 1968. (1957)
- Soviet Marxism, Parma, Guanda, 1968. (1958)
- L'uomo a una dimensione. L'ideologia della società industriale avanzata, Torino, Einaudi, 1967. (1964)
- La tolleranza repressiva, in Critica della tolleranza, con Robert Paul Wolff e Barrington Moore Jr., Torino, Einaudi, 1968. (1965)
- Cultura e società. Saggi di teoria critica 1933-1965, Torino, Einaudi, 1969. (1933-1965)
- La fine dell'utopia, Bari, Laterza, 1968. (1967)
- Critica della società repressiva, Milano, Feltrinelli, 1968. (1964-1967)
- Saggio sulla liberazione, Torino, Einaudi, 1969. (1969)
- Rivoluzione o riforme? Un confronto, con Karl Popper, Roma, Armando, 1977. (1971)
- Rivoluzione o riforme? Venti anni dopo, con Karl Popper, Roma, Armando, 1989.
- Controrivoluzione e rivolta, Milano, A. Mondadori, 1973. (1972)
- La dimensione estetica, Milano, A. Mondadori, 1978. (1978)
- Teoria e pratica, Brescia, Shakespeare & company, 1979.
- La dimensione estetica e altri scritti. Un'educazione politica tra rivolta e trascendenza, Milano, Guerini, 2002. ISBN 88-8335-314-5.
- Scritti e interventi:

I, Oltre l'uomo a una dimensione. Movimenti e controrivoluzione preventiva, Roma, Manifestolibri, 2005. ISBN 88-7285-333-8.
II, Marxismo e nuova sinistra, Roma, Manifestolibri, 2007. ISBN 978-88-7285-507-2.
III, La società tecnologica avanzata, Roma, Manifestolibri, 2008. ISBN 978-88-7285-548-5.
IV, Teoria critica del desiderio, Roma, Manifestolibri, 2011. ISBN 978-88-7285-665-9.